# 플럼필드
플럼필드(Plumfield)는 루이자 메이 올컷이 작은 아씨들(Little Women) 제3부, 제4부에서 다룬 이상향(理想鄕)이다. 루이자의 아버지 아모스 브론슨 올컷이 실제로 만든 푸르틀랜드가 그 모델이다.